# Unseen Power
Unseen Power es un álbum del grupo de rock cristiano Petra. Fue publicado el 9 de noviembre de 1991.
El álbum mantiene un grado de conducción, mientras que desvía de los más comerciales del sonido metálico de sus esfuerzos anteriores. Bob Hartman ha afirmado que él y los productores decidieron deliberadamente moverse en las direcciones que no son instintivamente inclinados a ir.

## Canciones
Todas las canciones fueron escritas por Bob Hartman, excepto donde se anota.
1. "Destiny" – 4:31
2. "Who's on the Lord's Side" (letra y música por Rev. Timothy Wright) – 3:54
3. "Ready, Willing, and Able" – 4:14
4. "Hand on My Heart" (música por John Elefante y Hartman) – 4:26
5. "I Need to Hear from You" – 4:04
6. "Dance" (música por Elefante) – 3:46
7. "Secret Weapon" (música por Hartman y Elefante) – 4:01
8. "Sight Unseen" – 3:58
9. "Hey World" – 3:52
10. "In the Likeness of You" (letra y música por John Lawry) – 4:51

## Personal

### Petra
- Bob Hartman - Guitarra
- John Schlitt - Voz principal
- John Lawry - Instrumento de teclado
- Ronny Cates - Bajo
- Louie Weaver - Batería

### Músicos adicionales
- Jamie Rowe - voz secundaria
- Ron Gollner - voz secundaria
- Tony Palacios - voz secundaria
- Rob Rock - voz secundaria
- Sara Tennison - voz secundaria
- Doug Beiden - voz secundaria
- Rose Stone - voz secundaria
- Alfie Silas - voz secundaria
- Olivia McClurkin - voz secundaria
- Perry Morgan - voz secundaria
- Howard McCrary - voz secundaria
- Alfred McCrary - voz secundaria

## Producción
- John y Dino Elefante - Productores

## Grabación
- Diseñado por Doug Beiden, JR McNeely, John y Dino Elefante
- Grabado y mezclado en Pakaderm y Pakaderm Oeste, Los Alamitos, California
- Mezclado por Neil Kernon, asistido por JR McNeely y Doug Beiden
- Masterizado por Chris Bellman en Bernie Grundman Mastering

- Datos: Q518377